# 샘 보크스
새뮤얼 마이클 "샘" 보크스(영어: Samuel Michael "Sam" Vokes, 1989년 10월 21일 ~ )는 위컴 원더러스에서 스트라이커로 활약하고 있는 웨일스의 축구 선수이다.

## 수상
울버햄프턴 원더러스
- 풋볼 리그 챔피언십: 2009

번리
- 풋볼 리그 챔피언십: 2016